# Grzegrzółki
Grzegrzółki (dawniej Kukukswalde, Camalwen) – wieś w Polsce położona w województwie warmińsko-mazurskim, w powiecie szczycieńskim, w gminie Pasym.
W latach 1954–1957 wieś należała i była siedzibą władz gromady Grzegrzółki, po jej zniesieniu w gromadzie Pasym. W latach 1975–1998 miejscowość administracyjnie należała do województwa olsztyńskiego.
Wieś mazurska o murowanej i rozproszonej zabudowie.
Wieś lokowana w 1412 r. na prawie chełmińskim. Od roku 1448 wieś była własnością miasta Pasym. W połowie XVII w dokumentach wymieniana jest jako własność szlachecka (majątek szlachecki). 